# Посёлок Зырянка
Посёлок Зырянка — городское поселение в Верхнеколымском районе Якутии Российской Федерации.
Административный центр — пгт Зырянка.

## История
Статус и границы городского поселения установлены Законом Республики Саха (Якутия) от 30 ноября 2004 года N 173-З N 353-III «Об установлении границ и о наделении статусом городского и сельского поселений муниципальных образований Республики Саха (Якутия)».

## Население
| 2002  | 2010  | 2011  | 2012  | 2013  | 2014  | 2015  |
| ----- | ----- | ----- | ----- | ----- | ----- | ----- |
| 3749  | ↘3170 | ↘3154 | ↘3080 | ↘3009 | ↘2913 | ↗2928 |
| 2016  | 2017  | 2018  | 2019  | 2020  | 2021  | 2022  |
| ↘2915 | ↘2860 | ↘2793 | ↘2729 | ↘2700 | ↘2521 | ↘2490 |
| 2023  |       |       |       |       |       |       |
| ↘2455 |       |       |       |       |       |       |

## Состав городского поселения
| № | Населённый пункт | Тип населённого пункта      | Население |
| - | ---------------- | --------------------------- | --------- |
| 1 | Зырянка          | пгт, административный центр | ↘2455     |